# Catena Grande Rochère-Grand Golliaz
La Catena Grande Rochère-Grand Golliaz è un massiccio montuoso delle Alpi del Grand Combin nelle Alpi Pennine. Si trova in Valle d'Aosta e nel Canton Vallese e prende il nome dalle due montagne più significative: la Grande Rochère ed il Grand Golliat.

## Geografia
La catena raggruppa le montagne tra il Col Petit Ferret ed il Colle del Gran San Bernardo.
Ruotando in senso orario i limiti geografici sono: Col Petit Ferret, Val Ferret, Val d'Entremont, Colle del Gran San Bernardo, Valle del Gran san Bernardo, Aosta, Valdigne, Val Ferret, Col Petit Ferret.

## Classificazione
La SOIUSA individua la Catena Grande Rochère-Grand Golliaz come un supergruppo alpino e vi attribuisce la seguente classificazione:
- Grande parte = Alpi Occidentali
- Grande settore = Alpi Nord-occidentali
- Sezione = Alpi Pennine
- Sottosezione = Alpi del Grand Combin
- Supergruppo = Catena Grande Rochère-Grand Golliaz
- Codice = I/B-9.I-A

## Suddivisione
Il gruppo montuoso è suddiviso in due gruppi e quattro sottogruppi:
- Gruppo Grand Golliaz-Mont Ferret (1)
  - Gruppo del Grand Golliaz (1.a)
  - Gruppo del Mont Ferret (1.b)
- Gruppo Grande Rochère-Monte Fallère (2)
  - Gruppo della Grande Rochère (2.a)
  - Gruppo del Monte Fallère (2.b)

Il Gruppo Grand Golliaz-Mont Ferret occupa la parte settentrionale della Catena Grande Rochère-Grand Golliaz mentre il Gruppo Grande Rochère-Monte Fallère si trova a sud. Il col de Malatra separa i due gruppi.

## Montagne
Le montagne principali sono:
- Grande Rochère - 3.326 m
- Grand Golliat - 3.238 m
- Aiguille de Bonalex - 3.201 m

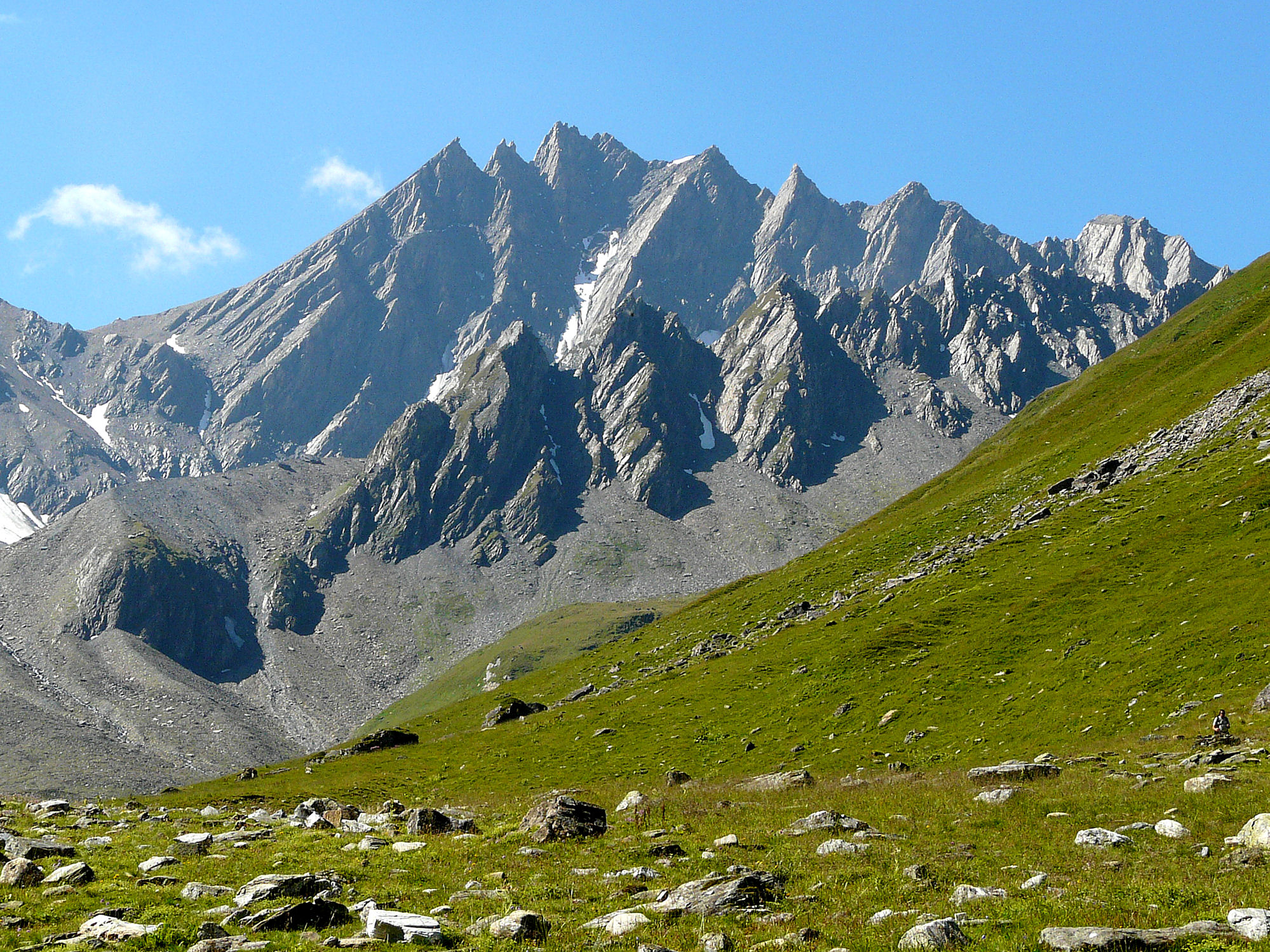
Il Grand Golliat.

- Aiguille de la Belle Combe - 3.082 m
- Grand Créton - 3.071 m
- Aiguille d'Artanavaz - 3.069 m
- Aiguille de Chambave - 3.067 m
- Mont Fallère - 3.061 m
- Aiguille des Sasses - 3.014 m
- La Tsavre - 2.978 m
- Pointe de Drône - 2.950 m
- Monte Rosso di Vertosan (fr. Mont Rouge de Vertosan) - 2.940 m
- Testa di Liconi - 2.929 m
- Mont Fourchon - 2.902 m
- Aiguille des Angroniettes - 2.885 m
- Tête de Sereina - 2.830 m
- Monte di Vertosan - 2.821 m
- Pointe Valletta - 2.801 m
- Punta Leysser - 2.771 m
- Le Mourin - 2.766 m
- Tête de Ferret - 2.714 m
- Pointe Fetita - 2.623 m
- Testa di Crévacol - 2.610 m
- Pointe de Chaligne - 2.607 m
- Mont de La Saxe - 2.348 m
- Court de Bard - 2.261 m